# Stadionul Regele Baudouin
Stadionul Regele Baudouin (franceză Stade Roi Baudouin, neerlandeză Koning Boudewijnstadion) este o arenă sportivă în nord-vestul orașului Bruxelles, Belgia, inaugurată la 23 august 1930. La ceremonia de deschidere a participat și regele Leopold al III-lea al Belgiei.
Stadionul a fost construit în cartierul Heysel din Bruxelles, pentru a înfrumuseța platoul Heysel în vederea Expoziției Internaționale de la Bruxelles din 1935. Cu acea ocazie, stadionul a găzduit 70.000 de spectatori. Mai târziu, în jurul terenului a fost adăugată o pistă de lemn pentru curse de ciclism.

## Dezastrul din 1985
Pe 29 mai 1985, pe stadionul Regele Baudouin, care atunci se numea ”Stadionul Heysel”, a avut loc un eveniment tragic soldat cu 39 de morți. În urma unor altercații între suporterii lui FC Liverpool și cei ai FC Juventus Torino, s-a surpat un perete al stadionului, ceea ce a cauzat moartea a 39 de persoane și rănirea altor 600.